# Mistrzostwa świata w badmintonie
Indywidualne mistrzostwa świata w badmintonie zostały rozegrane pierwszy raz w szwedzkim Malmö w 1977 roku. Organizacją mistrzostw zajmuje się Międzynarodowa Federacja Badmintona (BWF) powstała w 1934. Oprócz indywidualnych mistrzostw świata rozgrywane są również drużynowe mistrzostwa mężczyzn (Thomas Cup) oraz kobiet (Uber Cup).

## Edycje
| Edycja | Rok  | Miejsce      | Państwo           |
| ------ | ---- | ------------ | ----------------- |
| 1.     | 1977 | Malmö        | Szwecja           |
| 2.     | 1980 | Dżakarta     | Indonezja         |
| 3.     | 1983 | Kopenhaga    | Dania             |
| 4.     | 1985 | Calgary      | Kanada            |
| 5.     | 1987 | Pekin        | Chiny             |
| 6.     | 1989 | Dżakarta     | Indonezja         |
| 7.     | 1991 | Kopenhaga    | Dania             |
| 8.     | 1993 | Birmingham   | Wielka Brytania   |
| 9.     | 1995 | Lozanna      | Szwajcaria        |
| 10.    | 1997 | Glasgow      | Wielka Brytania   |
| 11.    | 1999 | Kopenhaga    | Dania             |
| 12.    | 2001 | Sewilla      | Hiszpania         |
| 13.    | 2003 | Birmingham   | Wielka Brytania   |
| 14.    | 2005 | Anaheim      | Stany Zjednoczone |
| 15.    | 2006 | Madryt       | Hiszpania         |
| 16.    | 2007 | Kuala Lumpur | Malezja           |
| 17.    | 2009 | Hajdarabad   | Indie             |
| 18.    | 2010 | Paryż        | Francja           |
| 19.    | 2011 | Londyn       | Wielka Brytania   |
| 20.    | 2013 | Guangzhou    | Chiny             |
| 21.    | 2014 | Kopenhaga    | Dania             |
| 22.    | 2015 | Dżakarta     | Indonezja         |
| 23.    | 2017 | Glasgow      | Szkocja           |
| 24.    | 2018 | Nankin       | Chiny             |
| 25.    | 2019 | Bazylea      | Szwajcaria        |
| 26.    | 2021 | Huelva       | Hiszpania         |
| 27.    | 2022 | Tokio        | Japonia           |
| 28.    | 2023 | Kopenhaga    | Dania             |
| 29.    | 2025 | Paryż        | Francja           |

## Zwycięzcy
| Rok  | Miejsce      | Gra pojedyncza mężczyzn | Gra pojedyncza kobiet | Gra podwójna mężczyzn          | Gra podwójna kobiet            | Gra mieszana                        |
| ---- | ------------ | ----------------------- | --------------------- | ------------------------------ | ------------------------------ | ----------------------------------- |
| 1977 | Malmö        | Flemming Delfs          | Lene Køppen           | Tjun Tjun Johan Wahjudi        | Etsuko Toganoo Emiko Ueno      | Steen Skovgaard Lene Køppen         |
| 1980 | Dżakarta     | Rudy Hartono            | Verawaty Wiharjo      | Ade Chandra Christian Hadinata | Nora Perry Jane Webster        | Christian Hadinata Imelda Wiguna    |
| 1983 | Kopenhaga    | Icuk Sugiarto           | Li Lingwei            | Steen Fladberg Jesper Helledie | Lin Ying Wu Dixi               | Thomas Kihlström Nora Perry         |
| 1985 | Calgary      | Han Jian                | Han Aiping            | Park Joo-bong Kim Moon-soo     | Han Aiping Li Lingwei          | Park Joo-bong Yoo Sang-hee          |
| 1987 | Pekin        | Yang Yang               | Han Aiping            | Li Yongbo Tian Bingyi          | Lin Ying Guan Weizhen          | Wang Pengren Shi Fangjing           |
| 1989 | Dżakarta     | Yang Yang               | Li Lingwei            | Li Yongbo Tian Bingyi          | Lin Ying Guan Weizhen          | Park Joo-bong Chung Myung-hee       |
| 1991 | Kopenhaga    | Zhao Jianhua            | Tang Jiuhong          | Park Joo-bong Kim Moon-soo     | Guan Weizhen Nong Qunhua       | Park Joo-bong Chung Myung-hee       |
| 1993 | Birmingham   | Joko Suprianto          | Susi Susanti          | Ricky Subagja Rudy Gunawan     | Nong Qunhua Zhou Lei           | Thomas Lund Catrine Bengtsson       |
| 1995 | Lozanna      | Heryanto Arbi           | Ye Zhaoying           | Rexy Mainaky Ricky Subagja     | Gil Young-ah Jang Hye-ock      | Thomas Lund Marlene Thomsen         |
| 1997 | Glasgow      | Peter Rasmussen         | Ye Zhaoying           | Candra Wijaya Sigit Budiarto   | Ge Fei Gu Jun                  | Liu Yong Ge Fei                     |
| 1999 | Kopenhaga    | Sun Jun                 | Camilla Martin        | Ha Tae-kwon Kim Dong-moon      | Ge Fei Gu Jun                  | Kim Dong-moon Ra Kyung-min          |
| 2001 | Sewilla      | Hendrawan               | Gong Ruina            | Tony Gunawan Halim Haryanto    | Gao Ling Huang Sui             | Zhang Jun Gao Ling                  |
| 2003 | Birmingham   | Xia Xuanze              | Zhang Ning            | Lars Paaske Jonas Rasmussen    | Gao Ling Huang Sui             | Kim Dong-moon Ra Kyung-min          |
| 2005 | Anaheim      | Taufik Hidayat          | Xie Xingfang          | Tony Gunawan Howard Bach       | Yang Wei Zhang Jiewen          | Nova Widianto Lilyana Natsir        |
| 2006 | Madryt       | Lin Dan                 | Xie Xingfang          | Fu Haifeng Cai Yun             | Gao Ling Huang Sui             | Nathan Robertson Gail Emms          |
| 2007 | Kuala Lumpur | Lin Dan                 | Zhu Lin               | Markis Kido Hendra Setiawan    | Yang Wei Zhang Jiewen          | Nova Widianto Lilyana Natsir        |
| 2009 | Hajdarabad   | Lin Dan                 | Lu Lan                | Fu Haifeng Cai Yun             | Zhang Yawen Zhao Tingting      | Thomas Laybourn Kamilla Rytter Juhl |
| 2010 | Paryż        | Chen Jin                | Wang Lin              | Cai Yun Fu Haifeng             | Du Jing Yu Yang                | Zheng Bo Ma Jin                     |
| 2011 | Londyn       | Lin Dan                 | Wang Yihan            | Cai Yun Fu Haifeng             | Wang Xiaoli Yu Yang            | Zhang Nan Zhao Yunlei               |
| 2013 | Guangzhou    | Lin Dan                 | Ratchanok Intanon     | Hendra Setiawan Mohammad Ahsan | Wang Xiaoli Yu Yang            | Tontowi Ahmad Lilyana Natsir        |
| 2014 | Kopenhaga    | Chen Long               | Carolina Marín        | Ko Sung-hyun Shin Baek-cheol   | Tian Qing Zhao Yunlei          | Zhang Nan Zhao Yunlei               |
| 2015 | Dżakarta     | Chen Long               | Carolina Marín        | Mohammad Ahsan Hendra Setiawan | Tian Qing Zhao Yunlei          | Zhang Nan Zhao Yunlei               |
| 2017 | Glasgow      | Viktor Axelsen          | Nozomi Okuhara        | Liu Cheng Zhang Nan            | Chen Qingchen Jia Yifan        | Tontowi Ahmad Liliyana Natsir       |
| 2018 | Nankin       | Kento Momota            | Carolina Marín        | Li Junhui Liu Yuchen           | Mayu Matsumoto Wakana Nagahara | Zheng Siwei Huang Yaqiong           |

## Medaliści

### Gra pojedyncza kobiet
| Rok  | Miejsce      | Zwycięzca         | 2. miejsce               | 3. miejsce                            |
| ---- | ------------ | ----------------- | ------------------------ | ------------------------------------- |
| 1977 | Malmö        | Lene Koeppen      | Gillian Gilks            | Margaret Lockwood Hiroe Yuki          |
| 1980 | Dżakarta     | Verawaty Wiharjo  | Lie Hing Ivana           | Lene Koeppen Tati Sumirah             |
| 1983 | Kopenhaga    | Li Lingwei        | Han Aiping               | Helen Troke Zhang Ailing              |
| 1985 | Calgary      | Han Aiping        | Wu Jianqin               | Li Lingwei Zheng Yuli                 |
| 1987 | Pekin        | Han Aiping        | Li Lingwei               | Gu Jiaming Zheng Yuli                 |
| 1989 | Dżakarta     | Li Lingwei        | Huang Hua                | Tang Jiuhong Sarwendah Kusumawardhani |
| 1991 | Kopenhaga    | Tang Jiuhong      | Sarwendah Kusumawardhani | Lee Heung-soon Susi Susanti           |
| 1993 | Birmingham   | Susi Susanti      | Soo Hyun-bang            | Tang Jiuhong Ye Zhaoying              |
| 1995 | Lozanna      | Ye Zhaoying       | Han Jingna               | Soo Hyun-bang Susi Susanti            |
| 1997 | Glasgow      | Ye Zhaoying       | Gong Zhichao             | Han Jingna Wang Chen                  |
| 1999 | Kopenhaga    | Camilla Martin    | Dai Yun                  | Gong Ruina Mette Soerensen            |
| 2001 | Sewilla      | Gong Ruina        | Zhou Mi                  | Gong Zhichao Zhang Ning               |
| 2003 | Birmingham   | Zhang Ning        | Gong Ruina               | Zhou Mi Mia Audina                    |
| 2005 | Anaheim      | Xie Xingfang      | Zhang Ning               | Xu Huaiwen Cheng Shaochieh            |
| 2006 | Madryt       | Xie Xingfang      | Zhang Ning               | Xu Huaiwen Petra Overzier             |
| 2007 | Kuala Lumpur | Zhu Lin           | Wang Chen                | Zhang Ning Lu Lan                     |
| 2009 | Hajdarabad   | Lu Lan            | Xie Xingfang             | Pi Hongyan Wang Lin                   |
| 2010 | Paryż        | Wang Lin          | Wang Xin                 | Tine Baun Wang Shixian                |
| 2011 | Londyn       | Wang Yihan        | Cheng Shao-chieh         | Wang Xin Juliane Schenk               |
| 2013 | Guangzhou    | Ratchanok Intanon | Li Xuerui                | Pusarla Venkata Sindhu Bae Yeon-ju    |
| 2014 | Kopenhaga    | Carolina Marín    | Li Xuerui                | Pusarla Venkata Sindhu Minatsu Mitani |
| 2015 | Dżakarta     | Carolina Marín    | Saina Nehwal             | Sung Ji-hyun Lindaweni Fanetri        |
| 2017 | Glasgow      | Nozomi Okuhara    | Pusarla Venkata Sindhu   | Saina Nehwal Chen Yufei               |
| 2018 | Nankin       | Carolina Marín    | Pusarla Venkata Sindhu   | He Bingjiao Akane Yamaguchi           |

### Gra podwójna kobiet
| Rok  | Miejsce      | Zwycięzca                      | 2. miejsce                              | 3. miejsce                                                               |
| ---- | ------------ | ------------------------------ | --------------------------------------- | ------------------------------------------------------------------------ |
| 1977 | Malmö        | Etsuko Toganoo Erniko Ueno     | Joke van Beusekom Marjan Ridder         | Margaret Lockwood Nora Perry Inge Borgstrom Pia Nielsen                  |
| 1980 | Dżakarta     | Nora Perry Jane Webster        | Imelda Wiguno Verawaty Fajrin           | Karen Bridge Barbara Sutton Yoshiko Yonekura Atsuko Tokuda               |
| 1983 | Kopenhaga    | Lin Ying Wu Dixi               | Nora Perry Jane Webster                 | Wu Jianqui Xu Rong Gillian Gilks Gillian Clark                           |
| 1985 | Calgary      | Han Aiping Li Lingwei          | Lin Ying Wu Dixi                        | Hung Ki-kang Hwang Soo-suma Yun Ki-kim Hee Yoo-sang                      |
| 1987 | Pekin        | Lin Ying Guan Weizhen          | Han Aiping Li Lingwei                   | Chung Myung-hee Hwang Hye-young Kim Yun-ja Chung So-young                |
| 1989 | Dżakarta     | Lin Ying Guan Weizhen          | Chung Myung-hee Hwang Hye-young         | Sun Xiaoqing Zhou Lei Maria Bengtsson Christine Magnusson                |
| 1991 | Kopenhaga    | Guan Weizhen Nong Qunhua       | Christine Magnusson Maria Bengtsson     | Gil Young-ah Shim Eun-jung Chung So-young Hwang Yong-hye                 |
| 1993 | Birmingham   | Nong Qunhua Zhou Lei           | Chen Ying Wu Yuhong                     | Chung So-young Gil Young-ah Lotte Olsen Lisbet Stuer Lauridsen           |
| 1995 | Lozanna      | Gil Young-ah Jang Hye-ock      | Finarsih Finarsih Lili Tampi            | Qin Yongchun Tang Yongshu Rikke Olsen Helene Kirkegaard                  |
| 1997 | Glasgow      | Ge Fei Gu Jun                  | Qin Yiyuan Tang Yongshu                 | Qiang Hong Liu Lu Eliza Nathanael Rosiana Zelin                          |
| 1999 | Kopenhaga    | Ge Fei Gu Jun                  | Ra Kyung-min Chung Jae-hee              | Qin Yiyuan Gao Ling Ann Jörgensen Majken Vange                           |
| 2001 | Sewilla      | Gao Ling Huang Sui             | Wei Yuli Zhang Jiewen                   | Jiang Xuelian Chen Lin Lee Kyung-won Ra Kyung-min                        |
| 2003 | Birmingham   | Gao Ling Huang Sui             | Wei Yuli Zhao Tingting                  | Ann-Lou Jřrgensen Rikke Olsen Seiko Yamada Shizuka Yamamoto              |
| 2005 | Anaheim      | Yang Wei Zhang Jiewen          | Gao Ling Huang Sui                      | Zhang Dan Zhang Yawen Lee Kyung-won Lee Hyo-jung                         |
| 2006 | Madryt       | Gao Ling Huang Sui             | Zhang Yawen Wei Lili                    | Du Jing Yang Yu Yang Wei Zhang Jiewen                                    |
| 2007 | Kuala Lumpur | Yang Wei Zhang Jiewen          | Gao Ling Huang Sui                      | Zhang Yawen Wei Yili Kumiko Ogura Reiko Shiota                           |
| 2009 | Hajdarabad   | Zhang Yawen Zhao Tingting      | Cheng Shu Zhao Yunlei                   | Du Jing Yu Yang Ma Jin Wang Xiaoli                                       |
| 2010 | Paryż        | Du Jing Yu Yang                | Ma Jin Wang Xiaoli                      | Cheng Shu Zhao Yunlei Cheng Wen-hsing Chien Yu-chin                      |
| 2011 | Londyn       | Wang Xiaoli Yu Yang            | Tian Qing Zhao Yunlei                   | Miyuki Maeda Satoko Suetsuna Jwala Gutta Ashwini Ponnappa                |
| 2013 | Guangzhou    | Wang Xiaoli Yu Yang            | Eom Hye-won Chang Ye-na                 | Tian Qing Zhao Yunlei Christinna Pedersen Kamilla Rytter Juhl            |
| 2014 | Kopenhaga    | Tian Qing Zhao Yunlei          | Wang Xiaoli Yu Yang                     | Lee So-hee Shin Seung-chan Reika Kakiiwa Miyuki Maeda                    |
| 2015 | Dżakarta     | Tian Qing Zhao Yunlei          | Christinna Pedersen Kamilla Rytter Juhl | Nitya Krishinda Maheswari Greysia Polii Naoko Fukuman Kurumi Yonao       |
| 2017 | Glasgow      | Chen Qingchen Jia Yifan        | Yūki Fukushima Sayaka Hirota            | Kamilla Rytter Juhl Christinna Pedersen Misaki Matsutomo Ayaka Takahashi |
| 2018 | Nankin       | Mayu Matsumoto Wakana Nagahara | Yūki Fukushima Sayaka Hirota            | Greysia Polii Apriani Rahayu Shiho Tanaka Koharu Yonemoto                |

### Gra pojedyncza mężczyzn
| Rok  | Miejsce      | Zwycięzca           | 2. miejsce             | 3. miejsce                                    |
| ---- | ------------ | ------------------- | ---------------------- | --------------------------------------------- |
| 1977 | Malmö        | Flemming Delfs      | Svend Pri              | Thomas Kihlström Lie Sumirat                  |
| 1980 | Dżakarta     | Rudy Hartono        | Liem Swie King         | P. Hadyanto Lius Pomgoh                       |
| 1983 | Kopenhaga    | Icuk Sugiarto       | Liem Swie King         | Prakash Padukone Han Jian                     |
| 1985 | Calgary      | Han Jian            | Morten Frost           | Jens Peter Nierhoff Yang Yang                 |
| 1987 | Pekin        | Yang Yang           | Morten Frost           | Icuk Sugiarto Zhao Jianhua                    |
| 1989 | Dżakarta     | Yang Yang           | Ardy Wiranata          | Eddy Kurniawan Icuk Sugiarto                  |
| 1991 | Kopenhaga    | Zhao Jianhua        | Alan Budi Kusuma       | Liu Jun Ardy Wiranata                         |
| 1993 | Birmingham   | Joko Suprianto      | Hermawan Susanto       | Thomas Stuer Lauridsen Ardy Wiranata          |
| 1995 | Lozanna      | Arbi Heryanto       | Park Sung-woo          | Thomas Stuer Lauridsen Poul Erik Hoyer Larsen |
| 1997 | Glasgow      | Peter Rasmussen     | Sun Jun                | Arbi Heryanto Poul Erik Hoyer Larsen          |
| 1999 | Kopenhaga    | Sun Jun             | Fung Permadi           | Peter Gade Christensen Poul Erik Hoyer Larsen |
| 2001 | Sewilla      | Hendrawan Hendrawan | Peter Gade Christensen | Cheng Hang Taufik Hidayat                     |
| 2003 | Birmingham   | Xia Xuanze          | Wong Choong Hann       | Bao Chunlai Shon Seung-mo                     |
| 2005 | Anaheim      | Taufik Hidayat      | Lin Dan                | Peter Gade Christensen Lee Chong Wei          |
| 2006 | Madryt       | Lin Dan             | Bao Chunlai            | Chen Hong Lee Hyun-il                         |
| 2007 | Kuala Lumpur | Lin Dan             | Sony Dwi Kuncoro       | Bao Chunlai Chen Yu                           |
| 2009 | Hajdarabad   | Lin Dan             | Chen Jin               | Taufik Hidayat Sony Dwi Kuncoro               |
| 2010 | Paryż        | Chen Jin            | Taufik Hidayat         | Peter Gade Park Sung-hwan                     |
| 2011 | Londyn       | Lin Dan             | Lee Chong Wei          | Chen Jin Peter Gade                           |
| 2013 | Guangzhou    | Lin Dan             | Lee Chong Wei          | Nguyễn Tiến Minh Du Pengyu                    |
| 2014 | Kopenhaga    | Chen Long           | Lee Chong Wei          | Tommy Sugiarto Viktor Axelsen                 |
| 2015 | Dżakarta     | Chen Long           | Lee Chong Wei          | Kento Momota Jan Østergaard Jørgensen         |
| 2017 | Glasgow      | Viktor Axelsen      | Lin Dan                | Son Wan-ho Chen Long                          |
| 2018 | Nankin       | Kento Momota        | Shi Yuqi               | Chen Long Daren Liew                          |

### Gra podwójna mężczyzn
| Rok  | Miejsce      | Zwycięzca                       | 2. miejsce                         | 3. miejsce                                                                       |
| ---- | ------------ | ------------------------------- | ---------------------------------- | -------------------------------------------------------------------------------- |
| 1977 | Malmö        | Tjun Tjun Johan Wahjudi         | Ade Chandra Christian Hardinata    | Ray Stevens Mike Tredgett Thomas Kihlström Bengt Froman                          |
| 1980 | Dżakarta     | Ade Chandra Christian Hardinata | Hariatmarito Kartono Rudy Heryanto | Steen Skovgaard Flemming Delfs Racif Sidek Jailani Sidek                         |
| 1983 | Kopenhaga    | Steen Fladberg Jasper Helledie  | Mike Tredgett Martin Dew           | Christian Hadinata Bobby Ertanto Park Joo-bong Lee Eun-ku                        |
| 1985 | Calgary      | Park Joo-bong Kim Moon-soo      | Li Yongbo Tian Bingyi              | Mark Christiansen Michael Kjeldsen Liem Swi King Hariatmarito Kartono            |
| 1987 | Pekin        | Li Yongbo Tian Bingyi           | Racif Sidek Jailani Sidek          | Jens Peter Nierhoff Michael Kjeldsen Park Joo-bong Kim Moon-soo                  |
| 1989 | Dżakarta     | Li Yongbo Tian Bingyi           | Chen Kang Chen Hongyong            | Rudy Gunawan Eddy Hartano Racif Sidek Jailani Sidek                              |
| 1991 | Kopenhaga    | Park Joo-bong Kim Moon-soo      | Jon Holst Christensen Thomas Lund  | Li Yongbo Tian Bingyi Bagus Setiadi Imay Hendra                                  |
| 1993 | Birmingham   | Ricky Subagja Rudy Gunawan      | Cheah Soon Kit Soo Beng Kiang      | Chen Kang Chen Hongyong Peter Axelsson Per-Gunnar Jonsson                        |
| 1995 | Lozanna      | Rexy Mainaky Ricky Subagja      | Jon Holst Christensen Thomas Lund  | Cheah Soon Kit Yap Kim Hock Kim Dong-moon Yoo Young-sung                         |
| 1997 | Glasgow      | Candra Wijaya Budarto Sigit     | Cheah Soon Kit Yap Kim Hock        | Lee Dong-soo Yoo Yong-sung Ricky Subagja Rexy Mainaky                            |
| 1999 | Kopenhaga    | Ha Tae-kwon Kim Dong-moon       | Lee Dong-soo Yoo Yong-sung         | Zhang Wei Zhang Jun Simon Archer Nathan Robertson                                |
| 2001 | Sewilla      | Tony Gunawan Halim Haryanto     | Ha Tae-kwon Kim Dong-moon          | Chew Choon Eng Chan Chong Ming Choong Tan Fook Lee Wan Wah                       |
| 2003 | Birmingham   | Lars Paaske Jonas Rasmussen     | Sigit Budiarto Candra Wijaya       | Cai Yun Fu Haifeng Sang Yang Zheng Bo                                            |
| 2005 | Anaheim      | Tony Gunawan Howard Bach        | Candra Wijaya Sigit Budiarto       | Luluk Hadiyanto Yulianto Alven Chan Chong Ming Koo Kien Keat                     |
| 2006 | Madryt       | Fu Haifeng Cai Yun              | Anthony Clark Robert Blair         | Jens Eriksen Martin Lundgaard Hansen Lars Paaske Jonas Rasmussen                 |
| 2007 | Kuala Lumpur | Markis Kido Hendra Setiawan     | Jung Jae-sung Lee Young-dae        | Choong Tan Fook Lee Wan Wah Shuichi Sakamoto Shintaro Ikeda                      |
| 2009 | Hajdarabad   | Fu Haifeng Cai Yun              | Jung Jae-sung Lee Yong-dae         | Mohd Zakry Abdul Latif Mohd Fairuzizuan Mohd Tazari Koo Kien Keat Tan Boon Heong |
| 2010 | Paryż        | Fu Haifeng Cai Yun              | Koo Kien Keat Tan Boon Heong       | Guo Zhendong Xu Chen Markis Kido Hendra Setiawan                                 |
| 2011 | Londyn       | Cai Yun Fu Haifeng              | Ko Sung-hyun Yoo Yeon-seong        | Jung Jae-sung Lee Yong-dae Muhammad Ahsan Bona Septano                           |
| 2013 | Guangzhou    | Mohammad Ahsan Hendra Setiawan  | Peter Käsbauer Josche Zurwonne     | Maneepong Jongjit Nipitphon Phuangphuapet Pranav Chopra Akshay Dewalkar          |
| 2014 | Kopenhaga    | Ko Sung-hyun Shin Baek-cheol    | Lee Yong-dae Yoo Yeon-seong        | Kim Gi-jung Kim Sa-rang Mathias Boe Carsten Mogensen                             |
| 2015 | Dżakarta     | Mohammad Ahsan Hendra Setiawan  | Liu Xiaolong Qiu Zihan             | Lee Yong-dae Yoo Yeon-seong Hiroyuki Endo Kenichi Hayakawa                       |
| 2017 | Glasgow      | Liu Cheng Zhang Nan             | Mohammad Ahsan Rian Agung Saputro  | Chai Biao Hong Wei Takeshi Kamura Keigo Sonoda                                   |
| 2018 | Nankin       | Li Junhui Liu Yuchen            | Takeshi Kamura Keigo Sonoda        | Chen Hung-Ling Wang Chi-Lin Liu Cheng Zhang Nan                                  |

### Gra mieszana
| Rok  | Miejsce      | Zwycięzca                           | 2. miejsce                           | 3. miejsce                                                                     |
| ---- | ------------ | ----------------------------------- | ------------------------------------ | ------------------------------------------------------------------------------ |
| 1977 | Malmö        | Lene Křppen Steen Skovgaard         | Gillian Gilks Derek Talbot           | Nora Perry Mike Tredgett Joanna Flockhart Billy Gilliland                      |
| 1980 | Dżakarta     | Imelda Wiguno Christian Hardinata   | Nora Perry Mike Tredgett             | Lene Køppen Steen Skovgaard Pia Nielsen Steen Fladberg                         |
| 1983 | Kopenhaga    | Nora Perry Thomas Kihlström         | Pia Nielsen Steen Fladberg           | Lin Ying Jan Guoliang Karen Chapman Mike Tredgett                              |
| 1985 | Calgary      | Yoo Sang-hee Park Joo-bong          | Maria Bengtsson Stefan Karlsson      | Lao Yujing Zhang Xinguang Gillian Gowers Nigel Tier                            |
| 1987 | Pekin        | Shi Fangjing Wang Pengren           | Chung Myung-hee Lee Deuk-choon       | Yang Xinfang He Jiming Gillian Gilks Martin Dew                                |
| 1989 | Dżakarta     | Chung Myung-hee Park Joo-bong       | Verawaty Fajrin Eddy Hartono         | Shi Fangjing Wang Pengren Yang Xinfang Wu Chibing                              |
| 1991 | Kopenhaga    | Chung Myung-hee Park Joo-bong       | Pernille Dupont Thomas Lund          | Grete Mogensen Jon Holst Christensen Shim Eun-jung Kang Kyung-jin              |
| 1993 | Birmingham   | Catrine Bengtsson Thomas Lund       | Grete Mogensen Jon Holst Christensen | Gillian Clark Nick Ponting Eliza Nathanael Aryano Miranat                      |
| 1995 | Lozanna      | Marlene Thomsen Thomas Lund         | Helene Kirkegaard Jens Eriksen       | Ge Fei Liu Jianju Astrid Crabo Jan-Eric Antonsson                              |
| 1997 | Glasgow      | Ge Fei Liu Yong                     | Marlene Thomsen Jens Eriksen         | Rikke Olsen Michael Søgaard Minarti Timur Trikus Heryanto                      |
| 1999 | Kopenhaga    | Ra Kyung-min Kim Dong-moon          | Joanne Goode Simon Archer            | Ge Fei Liu Yong Rikke Olsen Michael Søgaard                                    |
| 2001 | Sewilla      | Gao Ling Zhang Jun                  | Ra Kyung-min Kim Dong-moon           | Rikke Olsen Michael Søgaard Mette Schjøldager Jens Eriksen                     |
| 2003 | Birmingham   | Ra Kyung-min Kim Dong-moon          | Gao Ling Zhang Jun                   | Zhao Tingting Chen Qiqiu Rikke Olsen Jonas Rasmussen                           |
| 2005 | Anaheim      | Lilyana Natsir Nova Widianto        | Zhang Yawen Xie Zhongbo              | Sara Runesten-Petersen Daniel Shirley Saralee Thoungthongkam Sudket Prapakamol |
| 2006 | Madryt       | Gail Emms Nathan Robertson          | Donna Kellogg Anthony Clark          | Wong Pei Tty Koo Kien Keat Saralee Thoungthongkam Sudket Prapakamol            |
| 2007 | Kuala Lumpur | Nova Widianto Lilyana Natsir        | Zheng Bo Gao Ling                    | Flandy Limpele Vita Marissa Xie Zhongbo Zhang Yawen                            |
| 2009 | Hajdarabad   | Kamilla Rytter Juhl Thomas Laybourn | Lilyana Natsir Nova Widianto         | Christinna Pedersen Joachim Fischer Nielsen Lee Hyo-jung Lee Yong-dae          |
| 2010 | Paryż        | Zheng Bo Ma Jin                     | He Hanbin Yu Yang                    | Ko Sung-hyun Ha Jung-eun Lee Sheng-mu Chien Yu-chin                            |
| 2011 | Londyn       | Zhang Nan Zhao Yunlei               | Chris Adcock Imogen Bankier          | Xu Chen Ma Jin Tontowi Ahmad Lilyana Natsir                                    |
| 2013 | Guangzhou    | Tontowi Ahmad Lilyana Natsir        | Xu Chen Ma Jin                       | Shin Baek-cheol Eom Hye-won Zhang Nan Zhao Yunlei                              |
| 2014 | Kopenhaga    | Zhang Nan Zhao Yunlei               | Xu Chen Ma Jin                       | Joachim Fischer Nielsen Christinna Pedersen Liu Cheng Bao Yixin                |
| 2015 | Dżakarta     | Zhang Nan Zhao Yunlei               | Liu Cheng Bao Yixin                  | Tontowi Ahmad Lilyana Natsir Xu Chen Ma Jin                                    |
| 2017 | Glasgow      | Tontowi Ahmad Lilyana Natsir        | Zheng Siwei Chen Qingchen            | Lee Chun Hei Chau Hoi Wah Chris Adcock Gabrielle Adcock                        |
| 2018 | Nankin       | Zheng Siwei Huang Yaqiong           | Wang Yilyu Huang Dongping            | Tang Chun Man Tse Ying Suet Zhang Nan Li Yinhui                                |

## Klasyfikacja medalowa
| Pozycja | Państwo           | Złoto | Srebro | Brąz | Suma |
| ------- | ----------------- | ----- | ------ | ---- | ---- |
| 1.      | Chiny             | 65    | 46     | 71   | 182  |
| 2.      | Indonezja         | 22    | 18     | 34   | 74   |
| 3.      | Dania             | 10,5  | 13     | 38   | 61,5 |
| 4.      | Korea Południowa  | 10    | 13     | 30   | 53   |
| 5.      | Japonia           | 4     | 3      | 15   | 22   |
| 6.      | Hiszpania         | 3     | 0      | 0    | 3    |
| 7.      | Anglia            | 2.5   | 8,5    | 13   | 24   |
| 8.      | Szwecja           | 1     | 2      | 5    | 8    |
| 9.      | Tajlandia         | 1     | 0      | 2    | 3    |
| 10.     | Stany Zjednoczone | 1     | 0      | 0    | 1    |
| 11.     | Malezja           | 0     | 8      | 12   | 20   |
| 12.     | Indie             | 0     | 3      | 5    | 8    |
| 13.     | Chińskie Tajpej   | 0     | 2      | 4    | 6    |
| 14.     | Hongkong          | 0     | 1      | 2    | 3    |
| 15.     | Holandia          | 0     | 1      | 1    | 2    |
| 16.     | Szkocja           | 0     | 0,5    | 1    | 1,5  |
| 17.     | Niemcy            | 0     | 0      | 4    | 4    |
| 18.     | Francja           | 0     | 0      | 1    | 1    |
| 18.     | Nowa Zelandia     | 0     | 0      | 1    | 1    |
| 18.     | Wietnam           | 0     | 0      | 1    | 1    |
| Razem   | Razem             | 120   | 119    | 240  | 479  |